# Shiny Happy People
Shiny Happy People är en låt av R.E.M., utgiven som singel den 7 maj 1991 och utgör den andra singeln från albumet Out of Time. Låten blev en hit och erövrade bland annat andra plats på Irish Singles Chart och sjätte plats på UK Singles Chart.
Gästsångare är Kate Pierson från The B-52’s. Musikvideon regisserades av Katherine Dieckmann.